# Hercule Poirot (seriál)
Hercule Poirot je britský kriminální televizní seriál z let 1989–2013 na motivy detektivek Agathy Christie, kde je ústřední postavou Hercule Poirot, belgický soukromý detektiv žijící v Anglii, představovaný hercem Davidem Suchetem.
Děj se odehrává v letech po 1. světové válce, až do doby po konci 2. světové války. Je zde zachycena atmosféra 30. let 20. století, a to především díky výpravě (budovy, interiéry aj.), kostýmům, rekvizitám, aj. Vystupují tu také vedlejší postavy, které detektivovi pomáhají při řešení jeho případů a jejichž výskyt jen lehce kopíruje knižní předlohy. Ve starších dílech (1989–2002) to byli inspektor Japp, kapitán Hastings a slečna Felicity Lemonová; v novějších dílech (od roku 2006) spisovatelka Ariadne Oliverová a sluha George.
V seriálu Poirot bydlí v domě na východní straně náměstí Charterhouse Square cca 0,75 km severně od chrámu sv. Pavla.

## Postavy a české znění
- Hercule Poirot – David Suchet
  - dabing Jaromír Meduna (alternativně Petr Kostka)
- Kapitán Hastings – Hugh Fraser
  - dabing Vladislav Beneš (alternativně Ondřej Vetchý)
- Šéfinspektor Japp – Philip Jackson
  - dabing Jiří Čapka (alternativně Stanislav Fišer)
- Sekretářka slečna Felicity Lemonová – Pauline Moran
  - dabing Zuzana Skalická (alternativně Kateřina Vlková)
- Spisovatelka Ariadne Oliverová – Zoë Wanamaker
  - dabing Dana Syslová (alternativně Jana Drbohlavová)
- Sluha George – David Yelland
  - dabing Dalimil Klapka
- Inspektor Spence – Richard Hope
  - dabing Jan Vlasák (alternativně Jaroslav Kaňkovský)

## Řady a díly
| Řada | Díly | Premiéra ve VB | Premiéra ve VB  | Premiéra v ČR  | Premiéra v ČR     |
| Řada | Díly | První díl      | Poslední díl    | První díl      | Poslední díl      |
| ---- | ---- | -------------- | --------------- | -------------- | ----------------- |
| 1    | 10   | 8. ledna 1989  | 19. března 1989 | 4. června 1995 | 17. července 2008 |

| Sezóna | Sezóna | Díly | Původně vysílané (ENG) | Původně vysílané (ENG) | Původně vysílané (CZ) | Původně vysílané (CZ) |
| Sezóna | Sezóna | Díly | Premiéra série         | Finále série           | Premiéra série        | Finále série          |
| ------ | ------ | ---- | ---------------------- | ---------------------- | --------------------- | --------------------- |
|        | 2      | 10   | 07.01.1990             | 16.08.1990             | 08.07.2008            | 20.08.2008            |
|        | 3      | 12   | 06.01.1991             | 10.03.1991             | 22.07.2008            | 15.07.2008            |
|        | 4      | 3    | 05.01.1992             | 19.01.1992             | 27.09.2007            | 11.10.2007            |
|        | 5      | 8    | 17.01.1993             | 07.03.1993             | 16.07.2008            | 29.07.2008            |
|        | 6      | 4    | 01.01.1995             | 16.03.1997             | 18.10.2007            | 08.11.2007            |
|        | 7      | 2    | 02.01.2000             | 19.02.2000             | 15.11.2007            | 22.11.2007            |
|        | 8      | 2    | 20.04.2001             | 08.01.2001             | 13.12.2007            | 06.12.2007            |
|        | 9      | 4    | 14.12.2003             | 26.04.2004             | 20.12.2007            | 10.01.2008            |
|        | 10     | 4    | 01.01.2006             | 02.04.2006             | 28.01.2007            | 21.01.2007            |
|        | 11     | 4    | 01.01.2007             | 22.09.2008             | 08.01.2009            | 29.01.2009            |
|        | 12     | 4    | 03.01.2010             | 30.12.2010             | 16.12.2010            | 30.12.2010            |
|        | 13     | 5    | 09.06.2013             | 13.11.2013             | 24.05.2014            | 21.06.2014            |